# Vis Pesaro 1898 1996-1997
Questa pagina raccoglie le informazioni riguardanti la Vis Pesaro 1898 nelle competizioni ufficiali della stagione 1996-1997.

## Rosa
| N. |                   | Ruolo | Calciatore          |
| -- | ----------------- | ----- | ------------------- |
|    | Italia (bandiera) | C     | Matteo Bartolini    |
|    | Italia (bandiera) | P     | Maurizio Battistini |
|    | Italia (bandiera) | C     | Fabrizio Boccaccini |
|    | Italia (bandiera) | C     | Paolo Cangini       |
|    | Italia (bandiera) | A     | Gianluca Carretucci |
|    | Italia (bandiera) | C     | Rossano Casoni      |
|    | Italia (bandiera) | D     | Christian Cecchi    |
|    | Italia (bandiera) | C     | Maurizio Cerasa     |
|    | Italia (bandiera) | D     | Fabio Cino          |
|    | Italia (bandiera) | A     | Luciano Clara       |

| N. |                   | Ruolo | Calciatore          |
| -- | ----------------- | ----- | ------------------- |
|    | Italia (bandiera) | C     | Alan Federici       |
|    | Italia (bandiera) | A     | Paolo Gassa         |
|    | Italia (bandiera) | C     | Oscar Lasagni       |
|    | Italia (bandiera) | D     | Gabriele Lazzerini  |
|    | Italia (bandiera) | D     | Sebastiano Milano   |
|    | Italia (bandiera) | D     | Andrea Molari       |
|    | Italia (bandiera) | D     | Patrizio Paolone    |
|    | Italia (bandiera) | A     | Gian Luca Pittaluga |
|    | Italia (bandiera) | P     | Stefano Raponi      |
|    | Italia (bandiera) | A     | Diego Varini        |